# Pismo sogdyjskie
Pismo sogdyjskie – alfabet sylabiczny wywodzący się z pisma syryjskiego, a pośrednio z aramejskiego.
Używany był w przeszłości pierwotnie do zapisu języka sogdyjskiego w Sogdianie, rozprzestrzenił się na całą Azję Środkową. Pozostały zapisane w tym alfabecie sutry buddyjskie oraz teksty manichejskie. Posiada trzy odmiany: pismo wczesne (archaiczne), pismo sutr buddyjskich oraz pismo kursywne. Początkowo pisano podobnie jak w alfabecie aramejskim i syryjskim od strony prawej do lewej, w późniejszym okresie pionowo, i w tej formie został zaadaptowany do zapisu języka ujgurskiego, dając początek tzw. staremu pismu ujgurskiemu, a w dalszej kolejności mongolskiemu i mandżurskiemu. 